# Andrenosoma sarcophagum
Andrenosoma sarcophagum là một loài ruồi trong họ Asilidae. Andrenosoma sarcophagum được Hermann miêu tả năm 1912. Loài này phân bố ở vùng Tân nhiệt đới.